# 1945年後的反猶太歷史
反猶太主義是一種從啟蒙運動就形成的一種意識形態。1945年納粹德國滅亡後，反猶主義以更多元的形式存在於社會中。
1945年以前的反猶太主義最終導致了猶太人大屠殺。1945後，反猶的政治組織以公開的反猶與傳統對猶太人的偏見重新成長。雖然有反思主義的興起，但德國和許多國家仍然對猶太人抱持負面的刻板印象，甚至會發生攻擊猶太人的事件。 
今天最常见的反猶太主義有： 
- 第二度反猶主義：因為心理作用而產生檢討受害者的行為。
- 结构性反犹太主义，透過隱喻或暗示的方式，訴說猶太人的不是。
- 反犹太复国主义或与以色列這個國家有关的反犹太主义：從政治上厭惡猶太人，或希望犹太人對其政治行为负责的心理。 歐盟種族主義觀察機構（EUMC）2005年對反犹太主义活動的定义中，列出了一些今天特别嚴重的歧視行為： 
  - 反對犹太人的自决权
  - 实行双重标准，即只要求以色列對某個事件采取行动，但没有要求其他国家做一樣的事
  - 典型的反犹太符号和图像的使用（例如控告神圣谋杀或仪式谋杀传奇）
  - 類比以色列的政策与納粹主义的種族清洗政策
  - 主张犹太人对以色列政治负责
  - 其他對以色列的批評，但因為相似的批評也被拿來針對其他國家，因此不能归为反犹太主义的行為 [1]

## 來源
1. ↑  Antisemitismus Thematisieren: Warum und Wie? Leitfaden für Pädagoginnen und Pädagogen. （页面存档备份，存于） (PDF;) Office for Democratic Institutions and Human Rights (ODHR); voller Wortlaut im Anhang S. 32 f.